# Hjelm Hede
Hjelm Hede är en hed i Danmark.   Den ligger i Region Mittjylland, i den nordvästra delen av landet, 240 km väster om Köpenhamn. Hjelm Hede ligger öster om sjön Flyndersø.